# Thunderchild First Nation 115C
Thunderchild First Nation 115C är ett reservat i Kanada.   Det ligger i provinsen Saskatchewan, i den centrala delen av landet, 2 500 km väster om huvudstaden Ottawa. Thunderchild First Nation 115C ligger vid sjön Turtle Lake.
Trakten runt Thunderchild First Nation 115C är nära nog obefolkad, med mindre än två invånare per kvadratkilometer.